# Lucius Cornelius Merula (Konsul 87 v. Chr.)
Lucius Cornelius Merula († 87 v. Chr.) war ein Politiker in der späten römischen Republik und 87 v. Chr. Suffektkonsul.
Er muss nach den damals geltenden rechtlichen Vorschriften spätestens 90 v. Chr. Prätor gewesen sein, da er 87 v. Chr. vom Konsul Gnaeus Octavius an Stelle des aus Rom vertriebenen Lucius Cornelius Cinna (der einem anderen Zweig der Familie der Cornelii angehörte) zum Kollegen im Konsulat gewählt wurde. Der eine populare Politik vertretende Cinna kehrte mit Unterstützung des Gaius Marius nach Rom zurück, woraufhin Merula von seinem Amt zurücktrat. Dennoch war er als eines der ersten Opfer der Verfolgung durch Marius und Cinna ausersehen. In der Folge nahm er sich im Kapitolinischen Tempel durch Aufschneiden der Adern das Leben, als er angeklagt werden sollte. Vor seinem Tod legte er auch die Priesterwürde des Flamen Dialis nieder, die er seit einem unbekannten Zeitpunkt bekleidet hatte. Das Amt blieb bis zur Zeit des Augustus unbesetzt, da der junge Gaius Iulius Caesar, den Marius als Nachfolger Merulas bestimmt hatte, die Priesterschaft offenbar nie formell übernahm.